# Max Martini
Maximilian Carlo Martini (* 11. prosince 1969 Woodstock) je americký herec.
Účinkoval ve filmech Kontakt, Zachraňte vojína Ryana či Pacific Rim - Útok na Zemi. Hrál rovněž ve všech dílech filmové trilogie Padesát odstínů (Padesát odstínů šedi, Padesát odstínů temnoty a Padesát odstínů svobody). Zároveň je i televizním hercem, kde se objevuje rolích televizních seriálů.